# Dieter Portner
Dieter Portner (* 25. Februar 1939 in Berlin) ist ein deutscher Offizier (Oberstleutnant a. D.) und Pädagoge. Er war u. a. Lehrstabsoffizier an der Offizierschule der Luftwaffe. 1956 gehörte er zu der Klasse der Oberschule Storkow, die aus der DDR flüchtete.

## Leben
Portner wurde 1939 als Sohn eines Industriekaufmanns und dessen Frau in Berlin geboren. Sein Vater, Mitglied der NSDAP, war während des Zweiten Weltkriegs als leitender Angestellter für die Versorgung der Zwangsarbeiter im Daimler-Benz-Flugmotorenwerk in Ludwigsfelde bei Berlin zuständig. Von seiner Verhaftung 1945 bis zu seiner tödlichen Tuberkuloseerkrankung 1951 war er in Hohenschönhausen, Sachsenhausen und Waldheim inhaftiert. Im Zuge der Waldheimer Prozesse (1950) wurde er in einem rechtswidrigen Schnellverfahren als vermeintlicher Kriegsverbrecher zu mehreren Jahren Zuchthaus verurteilt. Die Familie wurde enteignet und die Mutter verlor ihre Stelle als Sekretärin in Glienicke; sie arbeitete später als Handarbeitslehrerin in Radlow.
Portner besuchte in der DDR die Kurt-Scheffelbauer-Oberschule in Storkow/Mark. 1956 hörten er und seine Oberprima im RIAS vom niedergeschlagenen Ungarischen Volksaufstand, weswegen sie Schweigeminuten einlegten. Daraufhin wurden sie von den Lehrern kritisch befragt. Die Aktion zog so weite Kreise, dass Volksbildungsminister Fritz Lange in Storkow erschien. Nach einem erfolglosen Ultimatum, die Anstifter auszuliefern, wurde die Klasse vom Abitur ausgeschlossen und von der Schule verwiesen. Die Klasse flüchtete, bis auf einige Mädchen, nach Heiligabend in mehreren Schüben nach West-Berlin. Portner reiste am Zweiten Weihnachtsfeiertag alleine. Seine Mutter und seine Schwester flüchteten 1957.
In West-Berlin wurde die Klasse im Notaufnahmelager Marienfelde aufgenommen. Anfang 1957 wurden sie unter Anteilnahme der Presse nach Frankfurt am Main in Hessen ausgeflogen. Sie kamen zunächst im Bischöflichen Konvikt in Bensheim und dann in einem durch die evangelische Landeskirche zur Verfügung gestellten Haus in Zwingenberg an der Bergstraße unter. Im Vorfeld der Bundestagswahl 1957 besuchte Bundesaußenminister Heinrich von Brentano, der  Bundestagsabgeordneter im Wahlkreis Bergstraße war, die Klasse. Bestrebungen der Staatssicherheit und der SED, geflohene Schüler wie Portner in die DDR zurückzuführen, scheiterten. Im Jahre 1958 legten Portner und die anderen in der 13. Klasse ihr Abitur am Aufbaugymnasium in Bensheim ab.
Beförderungen
- 1960 Leutnant
- 1963 Oberleutnant
- 1966 Hauptmann
- 1971 Major
- 1973 Oberstleutnant

Ursprünglich wollte er Journalist werden, trat dann aber als Offizieranwärter in die Luftwaffe der Bundeswehr ein. Er besuchte die Offizierschule der Luftwaffe, 1960 wurde er zum Offizier befördert. Es folgten verschiedene Verwendungen. Von 1969 bis 1973 kommandierte man ihn zum Studium der Pädagogik sowie Psychologie und Soziologie an die Ludwig-Maximilians-Universität (LMU) nach München. 1974 wurde Portner, mittlerweile im Dienstgrad eines Stabsoffiziers, bei Richard Schwarz, Inhaber des Lehrstuhls für Pädagogik und Interdisziplinäre Grenzfragen der Wissenschaften, an der Philosophischen Fakultät der LMU mit einer Dissertation über den „Pflichtbegriff in der Pädagogik Georg Kerschensteiners und Eduard Sprangers“ zum Dr. phil. promoviert. Danach hatte er an der LMU München mehrere Jahre einen Lehrauftrag für Pädagogik inne.
Portner war Lehrstabsoffizier an der Offizierschule der Luftwaffe in Neubiberg und Fürstenfeldbruck bei München und nahm am Fachbereich Pädagogik der Hochschule der Bundeswehr München in Neubiberg eine Dozententätigkeit wahr. 1986 machte er sich als Managementtrainer selbstständig und arbeitete als solcher für große Unternehmen.
Gemeinsam mit Hans Heinrich Driftmann war er Herausgeber der Reihe Wehrpädagogik (Walhalla-und-Praetoria-Verlag). Außerdem war er an der Schriftenreihe des Deutschen Bundeswehrverbandes (DBwV) beteiligt. Gemeinsam mit dem Lehrer Georg Schulz konzipierte er das Modell „Soldatisches Mitarbeitsgremium“ (SoMiG), das 1973 vom DBwV in  dienen und gestalten publik gemacht wurde.
Portner gründete eine Familie; er lebt heute in Starnberg bei München.

## Schriften (Auswahl)
- mit Georg Schulz: Sein oder nichtsein. Die Bundeswehr im Fadenkreuz der Kritik. Antworten auf 55 kritische Argumente. Walhalla-und-Praetoria-Verlag, Regensburg 1972.
- Bundeswehr und Linksextremismus (= Geschichte und Staat. Bd. 198/199). Olzog, München u. a. 1976, ISBN 3-7892-7114-4.
- mit Georg Schulz, Hans Heinrich Driftmann, Peter E. Wullich: Grundlagen der Allgemeinen Wehrpädagogik. Handbuch einer berufsbezogenen Pädagogik für den militärischen Bereich (= Wehrpädagogik. Bd. 1). Walhalla-und-Praetoria-Verlag, Regensburg 1977, ISBN 3-8029-6310-5.
- mit Jürgen Em, Eberhard von Goldacker: Bewaffneter Friede. Die Bundeswehr als Teil der Friedenssicherung. Seminar [von DBwV und BDA] (= Dienen und gestalten. 13 / = Sicherheitspolitik. 2). Verlag Offene Worte, Bonn u. a. 1982, ISBN 3-87599-085-4.
- mit Dieter Kissel: Militärische Ausbildungspraxis. Lernprogramm zur Didaktik und Methodik in der Luftwaffe. Walhalla-und-Praetoria-Verlag, Regensburg 1984, ISBN 3-8029-6490-X.
- mit Dieter Kissel: Militärische Ausbildungspraxis. Lern- und Arbeitsbuch für die Ausbilder. Hrsg. durch Hans Heinrich Driftmann. Walhalla-und-Praetoria-Verlag, Regensburg 1987, ISBN 3-8029-6492-6.
- Mit Worten überzeugen. Rede- und Argumentationstechnik in der Bundeswehr. Mittler, Herford u. a. 1987, ISBN 3-8132-0260-7.
- mit Hermann Linke: Wie leben und arbeiten wir morgen? (= Wirtschaften, Verantworten, Gestalten. No. 15). Maximilian-Verlag, Herford u. a. 1987, ISBN 3-7869-0229-1.
- Wie Worte wirken…. Rede- und Argumentationstechnik für Unternehmer und Führungskräfte der Druckindustrie (= Praxis-Ratgeber). Fachverlag für das graphische Gewerbe, München 1987, ISBN 3-87218-004-5.
- Erfolgreiche Musterreden für Offiziere. Rhetorik-Handbuch mit Musterreden für alle dienstlichen Anlässe in der Bundeswehr und für den privaten Bereich. Verlag für Bundeswehr und Wirtschaft, Königsbrunn 1990, ISBN 3-8111-6120-2.
- Überzeugend diskutieren. Diskussionstechniken zum besseren Durchsetzen Ihrer Ziele (= Beltz-Taschenbuch. 600). Beltz, Weinheim u. a. 2000, ISBN 3-407-22600-4.
- Rund um den Scharmützelsee. Der etwas andere Reiseführer zum Märkischen Meer. Schlaubetal-Verlag Kühl, Müllrose 2011, ISBN 978-3-941085-79-4.